# Rhododendron andrineae
Rhododendron andrineae är en ljungväxtart som beskrevs av Danet. Rhododendron andrineae ingår i släktet rododendron, och familjen ljungväxter. Inga underarter finns listade i Catalogue of Life.